# Исмаилова, Аида Жекшенбаевна
Аида Жекшенбаевна Исмаилова (род. 17 декабря 1976, Фрунзе, Киргизская ССР) — киргизская женщина-политик. Чрезвычайный и Полномочный Посол Кыргызской Республики в Республике Корея с 16 марта 2022 года.
Вице-премьер-министр с 1 апреля 2020 года по 3 февраля 2021 года.
Депутат VI-ого созыва Жогорку Кенеша (парламента) с 2015 года. Член комитета по социальным делам, образованию, здравоохранению, культуре, науке и спорту.
Руководитель парламентской группы дружбы «Кыргызская Республика-Республика Корея».
Награждена почётной грамотой Кыргызской Республики «Ардак», почетной грамотой Жогорку Кенеша Кыргызской Республики, Почётной медалью отличия «Датка Айым» Кыргызской Ассоциации женщин-милиционеров.

## Биография
Родилась в городе Фрунзе (ныне Бишкек), столице Киргизской ССР 17 декабря 1976 года в семье учителя. Отец Исмаилов Жекшенбай долгие годы работал в сфере образования, а мать Ургазиева Кузипа занималась воспитанием детей.
В 1994 году окончила школу №62 города Бишкек. В 1994—1999 годах училась на факультете востоковедения Бишкекского гуманитарного университета, получила специальность «экономист-востоковед», специализировалась на экономике Республики Корея.
В 1997 году, будучи студенткой, преподавала корейский язык в частной школе «Баласагын» в Бишкеке. В 1998—2002 года работала переводчицей (по совместительству) в компании «Пхурыл Киль», в 2002—2005 годах — главным менеджером, переводчицей в области геологии в компании «Ханыль», в 2005—2006 годах переводчицей в корейской компании «Венчур Си энд Си Плаза» и в 2006—2008 годах там же главным менеджером и переводчицей, в 2006—2010 годах региональным представителем корейской компании PARK8 OPC. В 2011—2015 годах работала генеральным директором компании «Silk road services».
В 2012 году участвовала в создании государственного центра персонализации паспортов, привлекла безвозмездную помощь в виде оборудования, программного обеспечения и технического обслуживания.
По результатам парламентских выборов 2015 года избрана депутатом VI созыва Жогорку Кенеша (парламента) от партии «Республика-Ата Журт». Член комитета по социальным вопросам, образованию, науке, культуре и здравоохранению. С 2016 года является руководителем депутатской группы дружбы по сотрудничеству с Республикой Корея.
1 апреля 2020 года назначена вице-премьер-министром.
16 марта 2022 года назначена Чрезвычайным и Полномочным Послом Кыргызской Республики в Республике Корея.
Свободно владеет киргизским, русским и корейским языками.

## Личная жизнь
Замужем, воспитывает двух детей.